# Fremdenweg

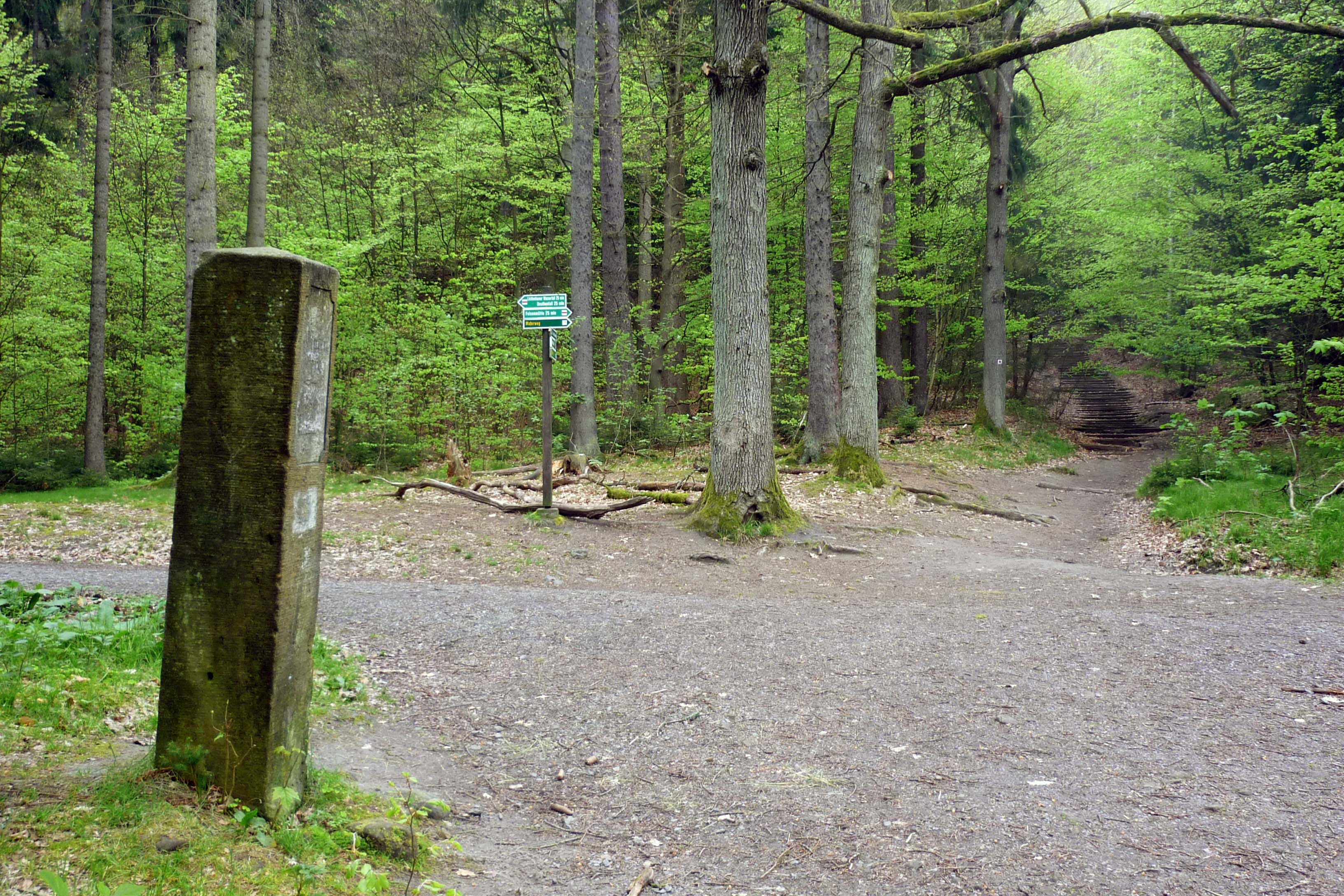
Fremdenweg Lichtenhainer Wasserfall–Prebischtor

Der Fremdenweg ist eine historische Wanderroute durch die Sächsische Schweiz. Von etwa 1790 bis 1851 war der Fremdenweg der touristische Haupterschließungsweg des Gebirges.

## Verlauf
Vom Pillnitz bis Liebetal. Von Pillnitz die Allee über Oberpoyritz nach Graupa, an der königlichen Schäferei rechterhand nach Liebethal, an der Liebethaler Grundmühle Eintritt in den Liebethaler Grund, diesen folgend durch den Klemnitzgrund in das Dorf Liebethal.
Von Liebethal bis Rathen. Von Liebethal oberhalb des Grundes nach Mühlsdorf dann über Loch- oder Daubemühle nach Lohmen. Durch Lohmen, dann nach Uttewalde, Abstieg in den Uttewalder Grund, diesen abwärts bis zum Freundschaftsstein. Dann drei Varianten:
- (1) Ab Freundschaftstein Zscherre- und Höllengrund aufwärts zum Steinernen Tisch.
- (2) Ab Freundschaftsstein weiter nach Wehlen und über den Steinrücken zum Steinernen Tisch. (1) und (2) ab Steinernem Tisch weiter zur Bastei, dann die Vogeltelle absteigend, den Neurathen ersteigend und absteigend nach Rathen.
- (3) Wie (2) bis Wehlen, dann an der Elbe entlang nach Rathen, dort über Wehlgrund und Vogeltelle auf- und wieder absteigend Bastei und Neurathen als Abstecher nehmend.

Mit der Errichtung der ersten (hölzernen) Basteibrücke 1826 (WDH S. 116, andere Quellen 1821) variierten (1) und (2) ab Bastei zur Linie Bastei – Basteibrücke – Neurathen – Rathen, die letztendlich bis heute Hauptroute ist; Route (3) wurde unbedeutend. – Mit dem Beginn der Elb-Dampfschifffahrt 1837 wurde Wehlen zunehmend Ausgangspunkt der Fremdenweg-Linie. Der Abschnitt von Wehlen zum Freundschaftsstein, dem Ausgangspunkt von (1), wurde dann umgekehrt gegangen.
Von Rathen nach Hohnstein. Das Grünbachtal über den Amselfall (Ausbau 1828) aufwärts nach Rathewalde, Abstecher zum Hohburkersdorfer Rundblick, die Straße nach Hohnstein über Lindenrundteil (heute Hocksteinschänke) die Wartenbergstraße teilweise herab, weiter zum Hockstein diesen (vor dem Bau der Teufelsbrücke 1821 von unten) durch die Wolfsschlucht ersteigend, Abstieg ins Polenztal, auf alter Mühlstraße aufwärts nach Hohnstein.
Von Hohnstein nach Schandau. Die Brandstraße zur Brandaussicht, zurück bis zur Wegsäule, den Forstgraben absteigend in den Tiefen Grund, bachabwärts über Wendischfähre nach Schandau.
Von Schandau zur Haidemühle. Das Kirnitzschtal aufwärts zur Haidemühle. Der Fahrweg durch das Kirnitzschtal wurde erst 1825 errichtet; davor wurde ein Dutzend Mal die Kirnitzsch gequert.
Von der Haidemühle zum Prebischtor. Zunächst zum Lichtenhainer Wasserfall, dann auf einem Steg die Kirnitzsch querend Aufstieg über Münzborn zu Neuem Wildenstein und Kuhstall. Die Stufen hinab, Fremdenweg über Eichenborn zum Kleinen Winterberg. Hier zwei Varianten, Unterer Fremdenweg (mit den Gleitmannsaussichten) oder Oberer Fremdenweg nahezu über den Gipfel des Kleinen Winterberges. Roßsteig, weiter (evtl. auch über Weiberfähre) zu Großem Winterberg. In südlicher Richtung Abstieg zum Müllerwiesenweg, an Wegsäule in der Nähe des Krinitzgrabs den so genannten Fremdenweg über die Landesgrenze zum Prebischtor.
Vom Prebischtor bis Herrnskretschen. Vom Prebischtor (tschechisch: Pravčická brána) Harzgründel und Bielgrund hinab nach Herrnskretschen (heute tschechisch: Hřensko). Einschiffung auf der Elbe.
Königstein und Lilienstein. In Königstein (Sächsische Schweiz) Abstecher auf die Festung Königstein und auf den Lilienstein.

## Geschichte

### 18. Jahrhundert
Bereits 1780 verzeichnen die Sächsischen Meilenblätter Wege in Uttewalder Grund und Schwarzberggrund, Basteiweg, Wehlgrund, Brandstraße und Forstgraben, sowie die Winterbergserpentinen, Oberen und Unteren Fremdenweg am Kleinen Winterberg. Der Weg oberhalb der Richterschlüchte zum Prebischtor wurde 1764 in der Josephinischen Landesaufnahme nachgewiesen. Die gesamte Weglinie ist in der ersten Hälfte des letzten Jahrzehnts des 18. Jahrhunderts (Beginn des Fremdenverkehrs in der Sächsischen Schweiz nach Hartsch 1964) vorhanden gewesen.

### 19. und 20. Jahrhundert
Mit der Eröffnung der Eisenbahnstrecke Dresden–Bodenbach 1851 begann der Fremdenweg an Bedeutung zu verlieren. Mit dem Aufkommen des Tourismus der Moderne geriet die Linienführung allmählich in Vergessenheit.

### Der Fremdenweg heute
Seit etwa 1995 erlebt der Fremdenweg unter Namen wie Malerweg oder Dichter-Musiker-Maler-Weg eine Renaissance. Der 2007 vom Tourismusverband Sächsische Schweiz wieder geschaffene Malerweg knüpft an die Fremdenweglinie an und ist heute der Hauptwanderweg der Sächsischen Schweiz. Er verläuft allerdings auf teilweise anderer Wegführung. Der Abschnitt zwischen Kuhstall und Prebischtor trägt auch heute noch den Namen Fremdenweg.

### Kenntnis der Weglinie
Auch wenn niemals eine eindeutige Weglinie des Fremdenweges beschrieben oder gar festgelegt worden ist, lässt sich seine klassische Linie aus der Literatur, aus alten Karten, aus bekannter Topographiegeschichte und anhand der heutigen Landschaft sehr gut rekonstruieren.

### Populäre Irrtümer
Ein Verlauf durch die Schwedenlöcher ist zweifelhaft, erst 1886 wurde hier der Geographensteig angelegt. Der Aufstieg nach Hohnstein verlief nicht durch den Schindergraben. Die Brandstufen gab es zur Zeit des Fremdenweges noch nicht, als deren erster Nachweis gilt die Odeleben-Karte von 1823. Der Lichtenhainer Wasserfall war lange Jahre wirklich nur ein Wasserfall nahe der Haidemühle. Der Gasthof wurde erst 1852 errichtet.

## Aufenthalt bekannter Schweizreisender
- Adrian Zingg: ab 1766
- Anton Graff: ab 1766
- Karl August Engelhard: 1794/95
- August Gottlob Eberhard (Ysop Lafleur): 1798
- Caspar David Friedrich: ab 1798
- Carl Gustav Carus: ab 1814
- Ludwig Richter: ab 1816
- Carl Blechen: ab 1823
- Hans Christian Andersen: 1831
- Robert Blum: 1832
- Joseph Mallard William Turner: 1835
- Mary Shelley: 1842